# Горькое (Крутинский район)
Горькое — деревня в Крутинском районе Омской области России, в составе Шипуновского сельского поселения.

## История
Основана в 1726 г. В 1928 г. состояла из 165 хозяйств, основное население — русские. В составе Шипуновского сельсовета Крутинского района Омского округа Сибирского края.

## Население
| 2010 |
| ---- |
| 149  |